# Gare d'Izel-les-Hameaux
La gare d'Izel-les-Hameaux est une ancienne gare ferroviaire française de la ligne de chemin de fer secondaire de Lens à Frévent de la Société des chemins de fer économiques du Nord (CEN), située sur le territoire de la commune de Izel-les-Hameaux, dans le département du Pas-de-Calais, en région Hauts-de-France.

## Patrimoine ferroviaire
La gare désaffectée a été réhabilitée en logement.